# شعبة بن عياش
أبو بكر بن عيَّاش المقرئ (95 هـ - 193 هـ) محدث وفقيه مقرئ. أحد رواة القُرَّاء السبعة، قرأ على عاصم بن أبي النجود القرآن ثلاث مرات، وينتهي سنده في القراءة عليه إلى عبد الله بن مسعود.

## سيرته
هو أبو بكر بن عياش بن سالم الأسدي الكوفي الحناط المقرئ، مولى واصل الأحدب، قيل: اسمه محمد، وقيل: شعبة، وقيل: روبة، وقيل: مسلم، وقيل خداش، وقيل مطرف، وقيل حماد، وقيل حبيب. والصحيح أن اسمه كنيته.
- قرأ عليه القرآن جماعة من القراء منه: أبو الحسن الكسائي، ومات قبله، ويحيى العليمي، وأبو يوسف الأعشى، وعبد الحميد بن صالح البرجمي، وعروة بن محمد الأسدي، وعبد الرحمن بن أبي حماد، وأخذ عنه الحروف تحريرا وإتقانا يحيى بن آدم.
- روى عن: أبيه، أبي اسحاق السبيعي، أبي حصين عثمان بن عاصم، عبد العزيز بن رفيع، عبد الملك بن عمير، يزيد بن أبي زياد، حصين بن أبي عبد الرحمن السلمي، حميد الطويل، سفيان التمار، أبي اسحاق الشيباني، عاصم بن بهدلة، مغيرة بن مقسم وغيرهم.
- روى عنه: سفيان الثوري، ابن المبارك، أبو داود الطيالسي، أسود بن عامر شاذان المديني، أحمد بن حنبل، ابن معين، ابنا أبي شيبة، إسماعيل بن أبان الوراق، يحيى بن يحيى النيسابوري، خالد بن يزيد الكاهلي، عبد الجبار العطاردي وآخرون.[3]

## صفته
كان إماماً كبيراً عالماً عاملاً حجة من كبار أهل السنة.
كان يقول : من زعم أن القرآن مخلوق فهو عندنا كافر زنديق عدو لله لا نجالسه ولا نكلمه.
عرض القرآن على عاصم أكثر من مرة، وعلى عطاء بن السائب ، وأسلم المقري .
وعمر طويلاً، إلا أنه قطع الإقراء قبل موته بسبع سنين .
وعرض عليه القرآن أبو يوسف يعقوب بن خليفة الأعشمي، وعبد الرحمن بن أبي حماد، ويحيى بن محمد العليمي، وعروة بن محمد الأسدي، وسهل بن شعيب وغيرهم .
روى عنه الحروف سماعاً من غير عرض إسحاق بن عيسى وإسحاق بن يوسف الأزرق، وأحمد بن جبر، وعلي بن حمزة الكسائي ويحيى بن آدم، وعبد الجبار بن محمد العطاردي وغيرهم .
ولما حضرته الوفاة بكت أخته، قال لها ما يبكيك ؟ انظري إلى تلك الزاوية فقد ختمت فيها القرآن ثماني عشرة ألف ختمة .

## كلام النقاد فيه
ذكره أحمد بن حنبل فقال ثقة ربما غلط صاحب قرآن وخير قال أبو حاتم الرازي سمعت علي بن صالح الأنماطي سمعت أبا بكر ابن عياش يقول القرآن كلام الله ألقاه إلى جبريل وألقاه جبريل إلى محمد منه بدأ وإليه يعود وقال ابن المبارك ما رأيت أحدا أسرع إلى السنة من أبي بكر بن عياش وقال يحيى بن معين ثقة وقال غير واحد إنه صدوق وله أوهام وقال أحمد كان يحيى بن سعيد لا يعبأ بأبي بكر وإذا ذكر عنده كلح وجهه وروى مهنا بن يحيى عن أحمد بن حنبل قال أبو بكر كثير الغلط جدا وكتبه ليس فيها خطأ قال علي ابن المديني سمعت يحيى القطان يقول لو كان أبو بكر بن عياش بين يدي ما سألته عن شيء ثم قال إسرائيل فوقه قال محمد بن عبد الله بن نمير أبو بكر ضعيف في الأعمش وغيره وقال عثمان الدارمي أبو بكر وأخوه حسن ليسا بذاك وقال ابن أبي حاتم سألت أبي عن أبي بكر وأبي الأحوص فقال ما أقربهما لا أبالي بأيهما بدأت وقال أبي أبو بكر وشريك في الحفظ سواء غير أن أبا بكر أصح كتابا وقال نعيم بن حماد سمعت أبا بكر يقول سخاء الحديث كسخاء المال قلت فأما حاله في القراءة فقيم بحرف عاصم بن أبي النجود وقد خالفه حفص في أزيد من خمس مئة حرف وحفص أيضا حجة في القراءة لين في الحديث

## قالوا عنه
- - قال الذهبي في ميزانه: أحد الأعلام، صدوق ثبت في القراءة لكنه في الحديث يغلط ويهم، وقد أخرج له البخاري وهو صالح الحديث، لكنه ضعّفه محمد بن عبد الله بن نمير.
  - قال الحسن بن عيسى: ذكر ابن المبارك أبا بكر بن عياش فأثنى عليه.
  - قال صالح بن أحمد عن أبيه: صدوق صالح صاحب قرآن وخبر.
  - قال عبد الله بن أحمد عن أبيه: ثقة، وربما غلط.
  - قال ابن حبان: مولده سنة خمس أو ست وتسعين.
  - كان شريك يقول: رأيت أبا بكر عند أبي اسحاق يأمر وينهى كأنه رب البيت. مات هو وهارون الرشيد في شهر واحد سنة ثلاث وتسعين ومائة، وكان قد صام سبعين سنة وقامها، وكان لا يعلم له بالليل نوم، والصواب في أمره ما علم أنه فيه أخطأ فيه، والاحتجاج بما يرويه سواء وافق الثقات أو خالفهم.
  - قال أحمد بن حنبل: أبو بكر أسن من الثوري بسنة.

## وفاته
توفي بالكوفة في جمادى الأولى سنة ثلاث وتسعين ومائة، وقد جاوز التسعين بثلاث سنين، وقيل بست.